# Famiglia di New Orleans
La famiglia di New Orleans, nota anche come famiglia Marcello, è stata una famiglia di Cosa nostra statunitense (mentre fino agli albori del '900 era una componente della Mano Nera). Un tempo molto potente, con connessioni in quasi tutti gli USA meridionali, nel tempo mafiologi si dividevano su chi la ritiene estinta o comunque debolissima, e chi invece la ritiene tra le più potenti famiglie statunitensi.

## Albori ed i fratelli Matranga
Il nucleo originale della famiglia fu fondato da Charles e Antonio Matranga e fu, assieme ai Morello, la prima famiglia mafiosa degli Stati Uniti, operante a New Orleans fin dalla fine del XIX secolo.
Carlo e Antonio Matranga erano immigrati Palermitani dalla Sicilia, che emigrarono negli Stati Uniti con la loro famiglia e si stabilirono a New Orleans nel 1870 dove aprirono rispettivamente un saloon e un bordello. Usando le loro rispettive attività come basi, i fratelli iniziarono a creare lucrative attività criminali, tra cui estorsione e sfruttamento di manodopera.
Era attivi soprattutto nella zona del porto (dove lavoravano molti compaesani italiani), così come il rivale clan Provenzano che controllava le spedizioni di frutta dal Sud America. A causa degli affari comuni, ben presto scoppiò una guerra tra i Provenzano e i Matranga.
Anche se i Provenzano cedettero le loro attività ai Matranga, in realtà controllavano ancora i funzionari portuali ed i negozi di generi alimentari da loro riforniti. Così ricominciarono i conflitti, tanto che le due organizzazioni incominciarono ad importare uomini dalla natia Sicilia, e ripresero le sparatorie nelle strade e gli omicidi, nonché i casi di lupara bianca. Questo però attirò l'attenzione della polizia locale, guidata da David Hennessy, noto anche per il suo antitalianismo.
Dopo pochi mesi, Hennessy fu ucciso da individui non identificati mentre tornava a casa, la notte del 15 ottobre 1890.
L'omicidio di Hennessey ha creato un forte clima di tensione a New Orleans che portò all'arresto di molti Matranga, tra cui Charles, che furono alla fine assolti nel febbraio 1891, per mancanza di prove. La decisione causò forti proteste dai residenti, adirati per la mancanza di un colpevole; tali proteste portarono al linciaggio di 10 italiani innocenti, tra cui Antonio Bagnetto, Bastiano Incardona, Antonio Marchese, Pietro Monastero e Manuel Politzi il 14 marzo 1891. L'omicidio di Hennessy convinse la mafia americana a non uccidere mai più un membro delle forze dell'ordine.
Alla fine delle proteste, Charles Matranga ritornò a New Orleans, da cui era fuggito, e riprese il controllo della famiglia, che in poco tempo spazzò via i Provenzano e ne assorbì i membri e gli affari rimanenti. Nel 1922, Matranga si ritirò e cedette i suoi affari a Sylvestro Carolla.

## Era Carolla
"Silver Dollar Sam" Carolla portò la famiglia Matranga, prima un gruppo della Mano Nera, in una vera e propria famiglia mafiosa organizzata, ampliandone i suoi affari dalle slot machines al traffico d'alcool.
Nato in Sicilia, Carolla immigrò negli Stati Uniti con i suoi genitori nel 1904. Nel 1918, Carolla divenne membro dell'organizzazione di Matranga, divenendo il suo erede dopo il suo pensionamento nel 1922. Per avere pieno potere a New Orleans, Carolla spazzò via la locale mafia irlandese e ne assorbì il traffico d'alcool, che portò molta ricchezza alla famiglia.
Con passare degli anni, la famiglia controllava gran parte dei politici, poliziotti, giudici e magistrati a New Orleans; guadagnando un potere smisurato. Nel 1929, Al Capone si recò a New Orleans, per tastare il terreno e rilevare successivamente il giro di alcool di Carolla. Tuttavia questi, assieme a diversi poliziotti, fermò Capone e le sue guardie del corpo alla stazione, e ruppe le dita ad Al Capone pubblicamente, costringendolo a ritornare a Chicago.
Nel 1930, Carolla fu arrestato per aver sparato contro l'agente federale della narcotici Cecil Moore, durante una retata antidroga. Nonostante il sostegno di diversi agenti di polizia di New Orleans che testimoniarono che Carolla era a New York al momento dell'omicidio, questi fu condannato a due anni.
Uscito invece nel 1934, Carolla strinse un'alleanza con i mafiosi di New York Frank Costello e Philip "Phil Dandy" Kastel, così come il senatore della Louisiana Huey Long, per installare le loro slot machines nella Louisiana, dato che il sindaco di New York Fiorello LaGuardia aveva dichiarato guerra alla criminalità ed ai racket.
Nel 1938 Carolla fu deportato al penitenziario di Atlanta, in Georgia, per traffico di narcotici, per poi essere deportato in Italia poiché privo della cittadinanza statunitense.
La sua deportazione fu rimandata a dopo l'entrata degli Stati Uniti nella seconda guerra mondiale, e Carolla continuò a controllare la famiglia di New Orleans e fomentare una campagna, iniziata dal giornalista Drew Pearson, di Jimmy Morrison del Congresso di approvare una legge che conceda a Carolla la cittadinanza statunitense (rendendo la deportazione illegale). Tuttavia, Carolla sarebbe stato espulso nell'aprile 1947.
Subito dopo il ritorno in Sicilia, Carolla organizzò un'alleanza con il "collega esiliato" Charles Luciano, per la creazione di racket nel Messico.
Tornò brevemente negli Stati Uniti nel 1949, per confermare boss della famiglia Carlos Marcello e perché questi aveva bisogno di Carolla per mediare le controversie all'interno della Mafia di New Orleans. Carolla è morto nel 1972 da uomo libero.

## Era Marcello
Carlos Marcello nato Calogero Minacore, figlio di genitori siciliani residenti a Tunisi, Tunisia, partì per gli Stati Uniti nel 1911 con la sua famiglia, che si stabilì in una casa decadente di una piantagione vicino a Metairie, Louisiana.
Marcello poi si dedicò alla microcriminalità nel Quartiere francese, che allora era la Little Italy di New Orleans. Fu poi imprigionato per aver guidato una banda di adolescenti che effettuavano rapine a mano armata in piccole città vicino a New Orleans. Queste accuse furono successivamente abbandonate, ma l'anno seguente fu condannato per aggressione e rapina e fu condannato a nove anni, anche se ne scontò 5.
Nel 1938, Marcello fu arrestato e accusato di spaccio di marijuana. Nonostante una multa salatissima, fu condannato a 10 mesi in prigione.
Al suo rilascio dalla prigione, Marcello si associò con Frank Costello, il capo della famiglia Genovese di New York.
Verso la fine del 1947, Marcello aveva preso il controllo della rete di gioco d'azzardo della Louisiana. Aveva anche unito le forze con Meyer Lansky per prendere in consegna e dividere i profitti da alcuni dei più importanti casinò nella zona di New Orleans. Secondo alcuni ex-membri della Chicago Outfit, Marcello era anche invischiato nei casinò di Las Vegas, oltre che avere quote dategli da altre famiglie in cambio di esecutori che sorvegliassero i loro affari in Florida.
Da quel momento Marcello era stato incoronato come il presidente o rappresentante della Commissione. Avrebbe mantenuto questa posizione nei successivi 30 anni.
Il 24 marzo 1959, Marcello è apparso di fronte alla prima Commissione del Senato che indagava sulla criminalità organizzata. Uno dei membri della Commissione era Robert Kennedy, fratello di John Kennedy (Marcello aveva finanziato la campagna di Richard Nixon, mentre Sam Giancana quella di Kennedy). Tuttavia, Marcello ha sempre invocato il quinto emendamento.
Dopo essere diventato Presidente, John Kennedy ha nominato suo fratello, Robert Kennedy, come Procuratore generale degli Stati Uniti. I due fratelli lavorarono ardentemente per affrontare la criminalità organizzata. Nel marzo 1961, il procuratore generale ha preso misure per la deportazione di Marcello in Guatemala (il paese che Marcello aveva erroneamente indicato come suo luogo di nascita). Il 4 aprile, Marcello fu arrestato dalle autorità e spostato forzatamente in Guatemala, venendo rilasciato in una remota zona rurale. Marcello ed un suo socio dovettero affidarsi a due uomini sudamericani per farsi portare in una città vicino al confine degli Stati Uniti, anche se questi poi aggredirono Marcello per pochi soldi, ferendolo piuttosto gravemente.
Marcello tornò presto negli Stati Uniti. Incollerito, alcuni pentiti della famiglia di New Orleans riferiscono di minacce fatte da Marcello ai Kennedy, tra cui la frase integralmente italiana:"Mi toglierò presto questi sassi dalla scarpa!".
Questa affermazione è controversa; alcuni che conoscevano Marcello bene affermavano che questi non sapeva parlare abbastanza bene l'italiano da pronunciare tale minaccia. Nel settembre del 1962, l'investigatore privato Edward Becker affermò che: "Se un cane continuerà a mordere dopo che gli tagli la coda (riferito al procuratore generale Robert Kennedy), se gli tagli la testa (riferito a John Kennedy) cesserà di mordere".
Becker infatti sospettò che fu proprio Marcello, con l'appoggio di Sam Giancana e John Roselli (traditi dai Kennedy che aveva finanziato) di Chicago e di Santo Trafficante Jr. di Tampa, a chiedere il permesso di eliminare John Kennedy.
Secondo alcuni informatori, un ex-marine di nome Lee Harvey Oswald che aveva disertato per l'URSS sarebbe stato visto in un ristorante di New Orleans a distribuire volantini del Partito Comunista degli Stati Uniti d'America. Qui sarebbe stato notato da Marcello, che dopo varie conversazioni lo circuì per convincerlo nell'omicidio di John Kennedy.
Poco prima che Kennedy fu assassinato, il 22 novembre 1963, Jack Ruby contattò Marcello e Santo Trafficante Jr., per riferirgli di un problema con la Gilda Nazionale degli Artisti per la gestione del suo strip club a Dallas.
Dopo l'assassinio di Kennedy, l'FBI indagò Marcello. Questi però giunsero alla conclusione che Marcello non era implicato nell'omicidio, poiché "è solo un povero cittadino che guadagna come un venditore di pomodori" e la stessa Commissione Warren scagionò Marcello dalle accuse. Alcuni ritengono fosse anche invischiato con Jimmy Hoffa e con la sua scomparsa.
Nel 1966 Marcello è stato arrestato a New York City dopo un incontro della Commissione. L'incontro riguardava la rivalità tra Santo Trafficante, Jr. ed Anthony Carollo, figlio del suo predecessore, per la presa in consegne della famiglia di New Orleans.
Carlos Marcello morì in uno dei suoi palazzi a Metairie il 3 marzo 1993. Marcello è stato tra i più longevi e potenti boss della mafia americana.

## Stato attuale
Si riteneva che l'attuale luogo di ritrovo e sede della famiglia sia il ristorante Mosca, noto ristorante creolo-italiano a cinque stelle ad Avondale, nei pressi di New Orleans.
Inoltre si riteneva che la famiglia di Marcello controlli ancora un gran numero di attività su tutta la Louisiana meridionale tra cui anche allevamenti di alligatori sul Lago Pontchartrain, ritenuti da alcuni utilizzati come "smaltitori" di cadaveri.